# FC Stavo Artikel Brno 2000/2001
Tento článek se podrobně zabývá soupiskou a statistikami týmu FC Stavo Artikel Brno v sezoně 2000/2001.

## Důležité momenty sezony
- 13. místo v konečné ligové tabulce
- Osmifinále národního poháru

## Statistiky hráčů
- zahrnující ligu, evropské poháry a závěrečné boje národního poháru (osmifinále a výše)

| Pozice | Jméno            | Zápasy |      | Národnost |
| B      | Luboš Přibyl     | 30     |      | Česko     |
| B      | Radim Vlasák     | 1      |      | Česko     |
| Pozice | Jméno            | Zápasy | Góly | Národnost |
| Z      | Tomáš Abrahám    | 1      | 0    | Česko     |
| O      | Petr Baštař      | 25     | 0    | Česko     |
| Z      | Daniel Břežný    | 5      | 0    | Česko     |
| O      | Zdeněk Cihlář    | 3      | 0    | Česko     |
| U      | Libor Došek      | 28     | 3    | Česko     |
| Z      | Aleš Hošťálek    | 9      | 0    | Česko     |
| Z      | Zdeněk Houšť     | 3      | 0    | Česko     |
| O      | Lukáš Jiříkovský | 9      | 1    | Česko     |
| Z      | Marián Klago     | 10     | 0    | Slovensko |
| O      | Martin Kotůlek   | 12     | 0    | Česko     |
| U      | Karel Kroupa     | 6      | 0    | Česko     |
| Z      | Miloš Krško      | 13     | 2    | Slovensko |
| O      | Patrik Křap      | 21     | 2    | Česko     |
| O      | Petr Křivánek    | 18     | 1    | Česko     |
| Z      | Jan Maroši       | 5      | 0    | Česko     |
| U      | Petr Musil       | 11     | 0    | Česko     |
| Z      | Tomáš Návrat     | 22     | 0    | Česko     |
| U      | Milan Pacanda    | 21     | 4    | Česko     |
| Z      | Jan Palinek      | 24     | 1    | Česko     |
| Z      | Martin Pěnička   | 20     | 2    | Česko     |
| Z      | Jan Polák        | 26     | 3    | Česko     |
| Z      | Patrik Siegl     | 15     | 2    | Česko     |
| Z      | Michal Šlachta   | 6      | 0    | Česko     |
| U      | Pavel Šustr      | 15     | 1    | Česko     |
| U      | Pavel Vojtíšek   | 1      | 0    | Česko     |
| O      | Martin Zbončák   | 28     | 2    | Česko     |
| O      | Marek Zúbek      | 30     | 0    | Česko     |
| Z      | Martin Živný     | 8      | 0    | Česko     |

- hráči A-týmu bez jediného startu: Martin Doležal, Petr Bartes, Jiří Kopunec, Pavel Mezlík, Aleš Schuster, Lukáš Svat
- trenéři: Karel Jarůšek, Pavel Tobiáš
- asistenti: Josef Hron, Jiří Hamřík, Miroslav Jirkal

## Zápasy

### 1. Liga
- 1. a 16. kolo - FC Baník Ostrava - FC Stavo Artikel Brno 2:1, 0:1
- 2. a 17. kolo - FC Stavo Artikel Brno - AC Sparta Praha 1:2, 0:1
- 3. a 18. kolo - FK Teplice - FC Stavo Artikel Brno 1:1, 1:2
- 4. a 19. kolo - FC Stavo Artikel Brno - SK Sigma Olomouc 0:2, 0:3
- 5. a 20. kolo - FC Marila Příbram - FC Stavo Artikel Brno 3:0, 0:0
- 6. a 21. kolo - FK Chmel Blšany - FC Stavo Artikel Brno 0:1, 0:0
- 7. a 22. kolo - FC Stavo Artikel Brno - FK Viktoria Žižkov 1:2, 1:1
- 8. a 23. kolo - FK Jablonec 97 - FC Stavo Artikel Brno 2:1, 0:1
- 9. a 24. kolo - FC Stavo Artikel Brno - SK České Budějovice 3:0, 1:2
- 10. a 25. kolo - SK Slavia Praha - FC Stavo Artikel Brno 2:1, 2:0
- 11. a 26. kolo - FC Stavo Artikel Brno - FK Drnovice 0:0, 2:2
- 12. a 27. kolo - 1. FC Synot Staré Město - FC Stavo Artikel Brno 2:1, 2:0
- 13. a 28. kolo - FC Stavo Artikel Brno - FC Viktoria Plzeň 1:0, 1:1
- 14. a 29. kolo - CU Bohemians Praha - FC Stavo Artikel Brno 2:0, 0:0
- 15. a 30. kolo - FC Stavo Artikel Brno - FC Slovan Liberec 3:1, 0:0

### Národní pohár
- 2. kolo - FC Sparta Brno - FC Stavo Artikel Brno 1:8
- 3. kolo - FC Vysočina Jihlava - FC Stavo Artikel Brno 2:2, 2:3 pen
- Osmifinále - FC Stavo Artikel Brno - FK Jablonec 97 0:2

## Klubová nej sezony
- Nejlepší střelec - Milan Pacanda, 4 branky
- Nejvíce startů - Marek Zúbek, Luboš Přibyl 30 zápasů
- Nejvyšší výhra - 8:1 nad Spartou Brno
- Nejvyšší prohra - 0:3 s Olomoucí a Příbramí
- Nejvyšší domácí návštěva - 12 800 na utkání se Spartou Praha
- Nejnižší domácí návštěva - 3 100 na utkání s Bohemians Praha